# Hans-Josef Dreckmann

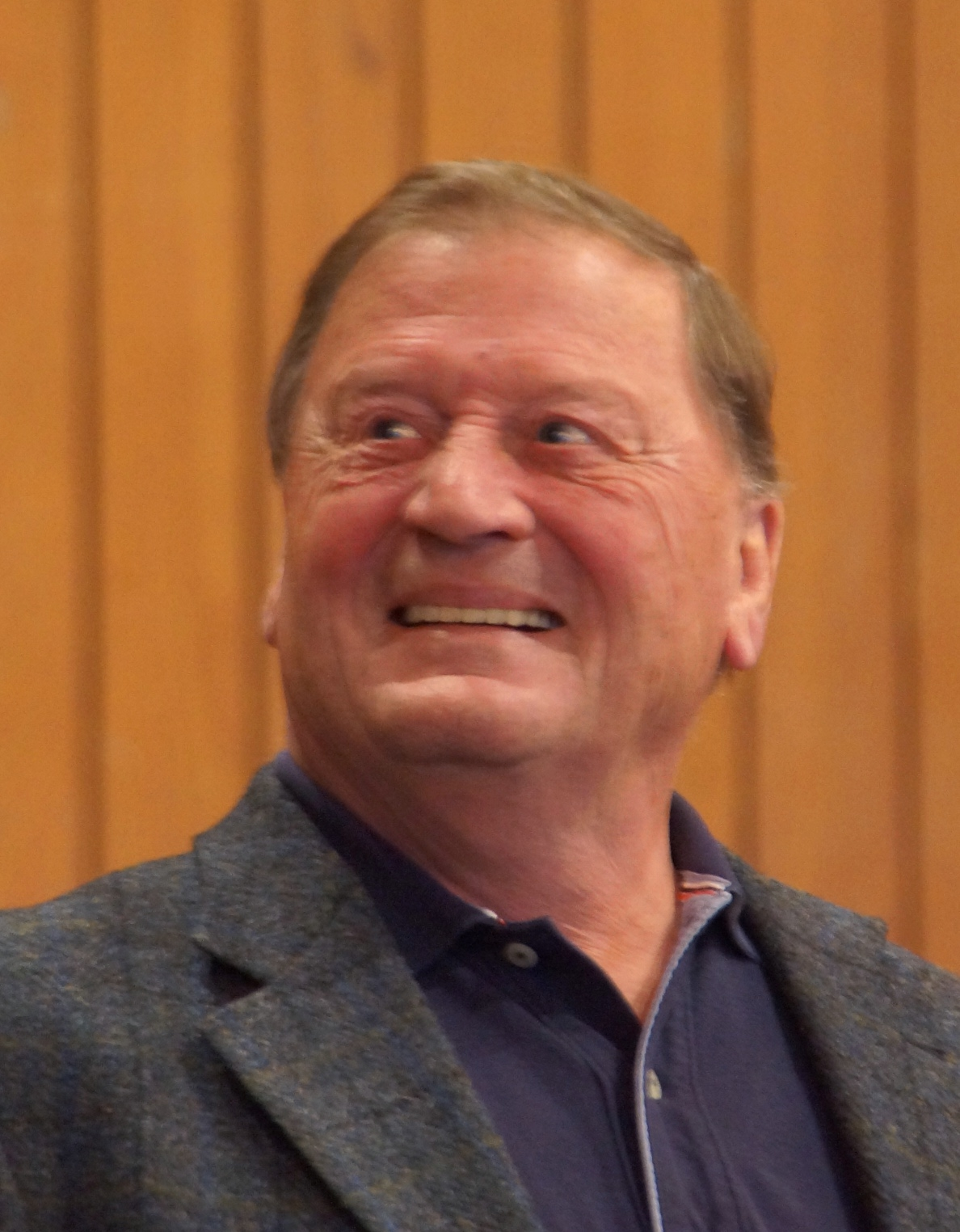
Hans-Josef Dreckmann (2012)

Hans-Josef Dreckmann (* 17. September 1938 in Oberhausen) ist ein deutscher Fernsehjournalist. 

## Leben
Dreckmann, Sohn eines Arbeiters, studierte von 1958 bis 1964 Latein und Germanistik an den Universitäten Münster und München. 1967 promovierte er.
Von November 1964 bis 1971 war er als Redakteur bei den Ruhr Nachrichten in Dortmund tätig, wo er es bis zum Ressortleiter Nachrichten brachte. 1971 ging er zum WDR. Ab August 1974 bis 1980 war er Korrespondent für das ARD-Fernsehen in Brüssel, von 1981 bis 1987 in Afrika (Nairobi). 1987 wurde er stellvertretender Auslandsleiter des WDR in Köln. Ab 1991 war er wieder als ARD-Korrespondent tätig, zunächst in Moskau, von 1994 bis 2001 erneut in Afrika. Im Jahre 2000 kam er der Erwartung der zuständigen ARD-Redaktion, eine „Katastrophenberichterstattung“ aus Äthiopien zu liefern, nicht nach, da es nach seinen Recherchen örtlich Hunger und Unterernährung gab, jedoch keine Hungerkatastrophe.

## Ehrungen
- Ehrende Anerkennung im Rahmen des Adolf-Grimme-Preises (mit Martin Schulze) für die Reportage Protokoll einer Geiselnahme (1975)
- Deutscher Industriefilmpreis (1977)
- Ehrende Anerkennung im Rahmen des Adolf-Grimme-Preises (mit Meja Mwangi) für die Sendung Zweimal Kenia (1982)
- Hanns-Joachim-Friedrichs-Preis, insbesondere für seine Arbeit während der Flüchtlingskatastrophe in Zaire (1998)
- Bruno H. Schubert-Preis (2000)
- Marler Fernsehpreis für Menschenrechte (2001)
- Bundesverdienstkreuz am Bande (7. September 2001)[2]